# HMS Shark (54S)
| «Шарк»                                                             | «Шарк» | «Шарк» |
| ------------------------------------------------------------------ | --- | --- |
| HMS Shark (54S)                                                    | | |
|                                                                    | | |
| Британський підводний човен «Шарк». 1935                           | | |
| Верф                                                               | Chatham Dockyard, Чатем | Chatham Dockyard, Чатем |
| Під прапором                                                       | Велика Британія | Велика Британія |
| Належність                                                         | Військово-морські сили Великої Британії | Військово-морські сили Великої Британії |
| Порт приписки                                                      | Валлетта, Портсмут, Росайт | Валлетта, Портсмут, Росайт |
| Замовлення                                                         | 2 січня 1933 | 2 січня 1933 |
| Закладений                                                         | 12 червня 1933 | 12 червня 1933 |
| Спуск на воду                                                      | 31 травня 1934 | 31 травня 1934 |
| Введений до складу флоту                                           | 31 грудня 1934 | 31 грудня 1934 |
| На службі                                                          | 1934—1940 | 1934—1940 |
| Загибель                                                           | 6 липня 1940 року затоплений екіпажем біля норвезького Еґерсунда при спробі захоплення човна німецькими тральщиками M-1803, M-1806 і M-1807 | 6 липня 1940 року затоплений екіпажем біля норвезького Еґерсунда при спробі захоплення човна німецькими тральщиками M-1803, M-1806 і M-1807 |
| Бойовий досвід                                                     | Друга світова війна Битва за Атлантику | Друга світова війна Битва за Атлантику |
| Проєкт                                                             | | |
| Тип ПЧ                                                             | середній торпедний ДПЧ | середній торпедний ДПЧ |
| Основні характеристики                                             | | |
| Швидкість (надводна)                                               | 17,9 вузлів | 17,9 вузлів |
| Швидкість (підводна)                                               | 8 вузлів | 8 вузлів |
| Робоча глибина занурення                                           | 95 м | 95 м |
| Гранична глибина занурення                                         | 110 м | 110 м |
| Дальність плавання                                                 | 14,75 вузлів (27,3 км/год) (надводна) 8 вузлів (15 км/год) (підводна)                                                                       | 14,75 вузлів (27,3 км/год) (надводна) 8 вузлів (15 км/год) (підводна)                                                                       |
| Екіпаж                                                             | 39 осіб | 39 осіб |
| Розміри                                                            | | |
| Довжина найбільша (по КВЛ)                                         | 63,6 м | 63,6 м |
| Ширина корпусу найб.                                               | 7,16 м | 7,16 м |
| Висота                                                             | 3,61 м | 3,61 м |
| Середня осадка (по КВЛ)                                            | 3,2 м | 3,2 м |
| Водотоннажність надводна                                           | 780 т | 780 т |
| Силова установка                                                   | | |
| дизель-електрична; 2 дизельних двигуни Admiralty, 2 електродвигуни | | |
| Гвинти                                                             | 2 | 2 |
| Потужність                                                         | 1 550 к.с. (дизелі) 1 440 к.с. (електродвигун)                                                                                              | 1 550 к.с. (дизелі) 1 440 к.с. (електродвигун)                                                                                              |
| Озброєння                                                          | | |
| Торпедно- мінне озброєння                                          | 6 × 533-мм торпедних апаратів | 6 × 533-мм торпедних апаратів |
| ППО                                                                | 1 × 76-мм зенітна гармата QF 3-inch 20 cwt 1 × 7,7-мм зенітний кулемет Lewis                                                                | 1 × 76-мм зенітна гармата QF 3-inch 20 cwt 1 × 7,7-мм зенітний кулемет Lewis                                                                |

«Шарк» (англ. HMS Shark (54S) — військовий корабель, підводний човен типу «S», друга група, Королівського військово-морського флоту Великої Британії часів Другої світової війни.
«Шарк» був закладений 12 червня 1933 року на верфі компанії Chatham Dockyard у Чатемі. 31 травня 1934 року він був спущений на воду, а 31 грудня 1934 року увійшов до складу Королівського ВМФ Великої Британії.
Корабель брав активну участь у бойових діях на морі в Другій світовій війні; бився в Північному морях, поблизу берегів Франції, Англії, Норвегії. Загалом здійснив 6 бойових походів.

## Історія служби
На момент початку Другої світової війни човен перебував у складі підводних сил, що базувалися на Валлетті на острові Мальта. Протягом вересня «Шарк» проводив низку навчань та тренувань в акваторії Середземного моря разом з човнами «Отвей», «Попос», «Кашалот», «Сілайон».
11 жовтня 1939 року корабель разом з субмаринами «Селмон», «Снеппер» і «Сілайон» вийшов до берегів Англії та прибув 22 числа до Портсмута. Невдовзі після прибуття підводний човен увійшов до складу сил, що здійснювали протичовнове патрулювання у Північному морі.
12 листопада підводний човен з «Санфіш», «Снеппер» і «Сілайон» здійснили під ескортом есмінця «Боудісіа» та шлюпа «Фламінго» перехід до Ширнесса, і далі до Гаріджа.
8 травня 1940 року «Шарк» разом з чотирма британськими та сьома французькими підводними човнами вийшов на патрулювання у Північне море, північніше Фризьких островів, біля узбережжя Нідерландів, для забезпечення прикриття східного входу до Ла-Маншу, в очікуванні можливого вторгнення Німеччини в Англію.
5 липня 1940 року підводний човен був атакований німецькою авіацією під час патрулювання біля берегів Норвегії неподалік від Скуденеса. Підводному човну вдалося збити Dornier Do 17. Але, човен зазнав серйозних пошкоджень. Наступного дня близько 04:00 на місце події прибули німецькі тральщики М-1803, М-1806 і М-1807, які перевели екіпаж на борт. «Шарк» взяли на буксир, але екіпаж вжив заходів недопущення потрапляння свого човна в руки противника та затопив його. Екіпажі німецьких тральщиків були змушені перерізати гаузери, перш ніж британський човен затонув і потягнув за собою буксирувальників. Човен затонув приблизно в 25 морських милях (46 км) на захід-південний захід від Егерсунда, Норвегія.